# نيفيل روجرز
نيفيل روجرز (9 مارس 1918 - 7 أكتوبر 2003) (بالإنجليزية: Neville Rogers)‏ هو لاعب كريكت بريطاني (وحمل سابقاً جنسية المملكة المتحدة لبريطانيا العظمى وأيرلندا). شارك مع منتخب إنجلترا للكريكت.

## وصلات خارجية
- نيفيل روجرز على موقع إي آس بي آن كريك إنفو (الإنجليزية)